# 威廉·杰索普
威廉·杰索普 （英語：William Jessop，1745年1月23日—1814年11月28日）是18世纪末，19世纪初一位英国土木工程师，他发明了带凸缘轮，有效防止了铁路运输中车辆脱轨的情况，此外，他在运河建设、港口等基建项目上也都留有诸多遗产。